# Plumularia paucinema
Plumularia paucinema is een hydroïdpoliep uit de familie Plumulariidae. De poliep komt uit het geslacht Plumularia. Plumularia paucinema werd in 1940 voor het eerst wetenschappelijk beschreven door Fraser. 